# Гайнц Франке
Рудольф Гайнц Франке (нім. Rudolf Heinz Franke; 30 листопада 1915, Берлін — 5 квітня 2003, Засбах) — німецький офіцер-підводник, капітан-лейтенант крігсмаріне, фрегаттен-капітан бундесмаріне. Кавалер Лицарського хреста Залізного хреста.

## Біографія
10 вересня 1936 року вступив на службу у ВМФ. Здійснив в 1939 році 2 походи у складі екіпажу лінійного корабля «Гнайзенау». В жовтні 1940 року переведений в підводний флот і після курсу перепідготовки призначений 1-м вахтовим офіцером U-84, на якому здійснив 3 військові походи. З 16 січня 1942 року — командир навчального U-148, дислокованого на Балтиці, з 26 жовтня 1942 року — U-262, на якому зробив 5 походів (провівши в морі в цілому 222 дні). 25 січня 1944 року здав командування і був переведений в штаб командувача підводним флотом. З 15 березня по 9 квітня 1945 року — командир U-3509, з 12 квітня 1945 року — U-2502, але в бойових операціях участь вже прийняти не встиг. Всього за час бойових дій потопив 4 кораблі загальною водотоннажністю 13 935 тонн.
| Дата              | Назва корабля           | Тип               | Тоннаж | Вантаж                          | Екіпаж | Загинули | Країна             | Конвой  |
| ----------------- | ----------------------- | ----------------- | ------ | ------------------------------- | ------ | -------- | ------------------ | ------- |
| 18 листопада 1942 | HNoMS Montbretia (K208) | Корвет            | 925    |                                 | 70     | 47       | Норвегія           | ONS-144 |
| 26 листопада 1942 | Ocean Crusader          | Торговий пароплав | 7,178  | 8891 тонна генеральних вантажів | 50     | 50       | Британська імперія | HX-216  |
| 6 лютого 1943     | Zagloba                 | Торговий пароплав | 2,864  | Генеральні вантажі і боєприпаси | 36     | 36       | Польща             | SC-118  |
| 31 жовтня 1943    | Hallfried               | Торговий пароплав | 2,968  | Мідна руда                      | 34     | 31       | Норвегія           | SL-138  |

В травні 1945 року інтернований союзниками. В листопаді 1945 року звільнений. В 1957 вступив на службу у ВМФ ФРН, співробітник Військового відділу. В березні 1972 вийшов у відставку

## Звання
- Кандидат в офіцери (3 квітня 1936)
- Морський кадет (10 вересня 1936)
- Фенріх-цур-зее (1 травня 1937)
- Оберфенріх-цур-зее (1 липня 1938)
- Лейтенант-цур-зее (1 жовтня 1938)
- Оберлейтенант-цур-зее (1 жовтня 1940)
- Капітан-лейтенант (1 квітня 1943)

## Нагороди
- Залізний хрест
  - 2-го класу (23 лютого 1940)
  - 1-го класу (12 грудня 1941)
- Нагрудний знак підводника (21 листопада 1941)
- Нагрудний знак флоту (16 травня 1942)
- Лицарський хрест Залізного хреста (30 листопада 1943)
- Нарукавна стрічка «Африка» (23 березня 1944)
- Фронтова планка підводника в бронзі (24 січня 1945)